# Gian Maria Varanini
Gian Maria Varanini (ur. 1950 w Pizie) – włoski historyk, mediewista, profesor na Uniwersytecie w Weronie.

## Publikacje
- Le Alpi medievali nello sviluppo delle regioni contermini
- Il Sacello di S. Michele presso la chiesa dei SS. Nazaro e Celso a Verona